# Barton in the Beans
Barton in the Beans är en by i civil parish Shackerstone, i distriktet Hinckley and Bosworth, i grevskapet Leicestershire i England. Byn är belägen 3 km från Market Bosworth. Barton in the Beans var en civil parish 1866–1935 när blev den en del av Shackerstone. Civil parish hade 177 invånare år 1931. Byn nämndes i Domedagsboken (Domesday Book) år 1086, och kallades då Bartone.